# شوغاکات ملیک-گالستیان
شوغاکات ملیک-گالستیان (ارمنی: Շողակաթ Մլքե-Գալստյան؛ انگلیسی: Shoghakat Mlke Galstyan؛ زادهٔ ۱۶ مهٔ ۱۹۸۸) رقصنده، بازیگر اهل ارمنستان است. وی از سال میلادی تاکنون مشغول فعالیت بوده است.

## زندگی‌نامه
او در ۱۶ مه ۱۹۸۸ در ایروان به دنیا آمد و از انستیتو دولتی سینما و تئاتر ایروان (۲۰۱۰ و ۲۰۱۲) و دانشگاه هنر زوریخ (۲۰۱۸) فارغ‌التحصیل گشت. هراچیا گالستیان و تسولاک ملیک-گالستیان پدر برادر و او می‌باشند. شوغاکات در میهر فعالیت می‌کند.